# アルタ・ヴォロス線

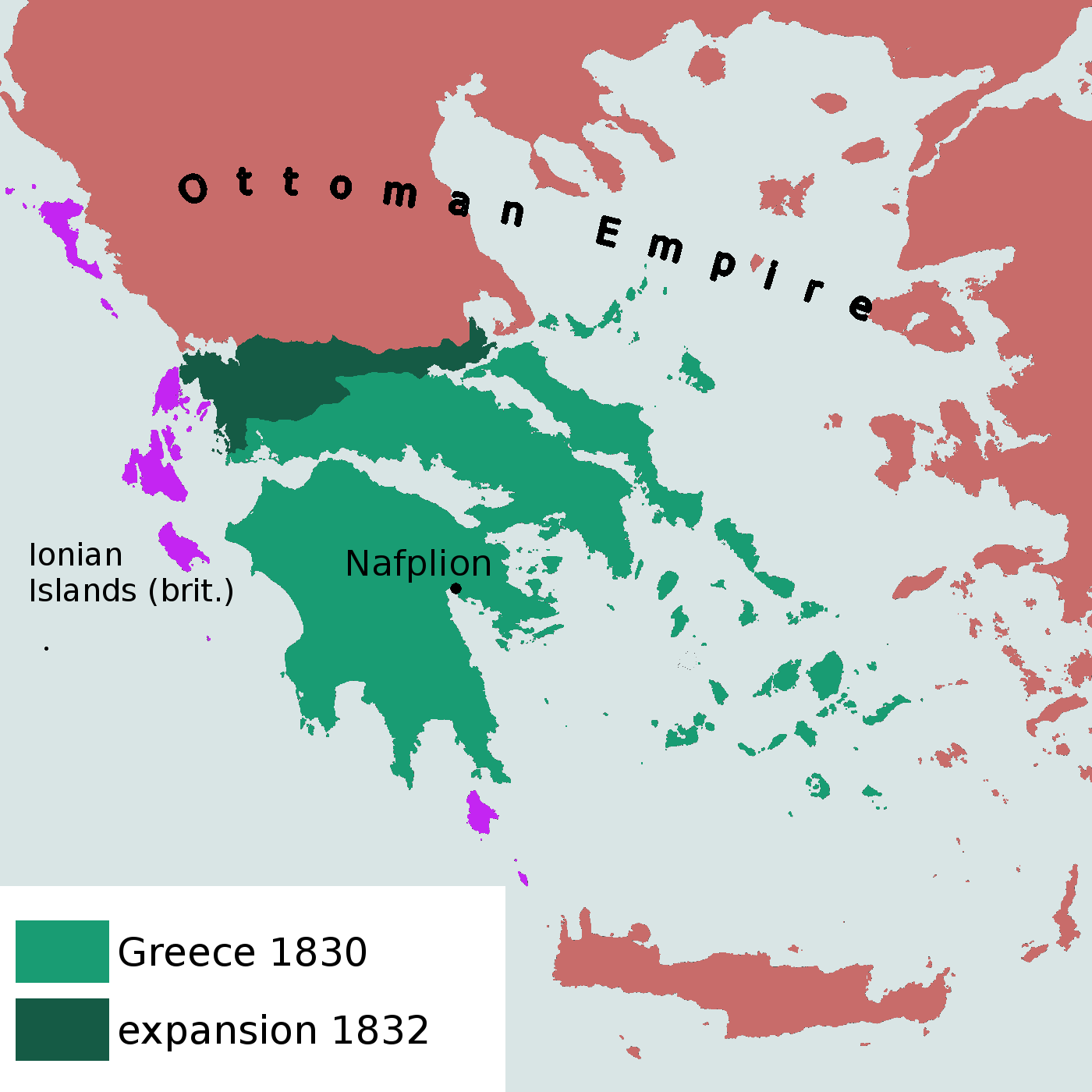
アルタ・ヴォロス線（濃緑色）

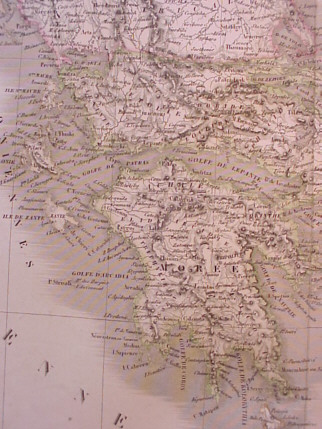
画定したギリシャ国境

アルタ・ヴォロス線（ギリシア語: Γραμμή Άρτας - Βόλου）またはアンブラキア・パガシティコス線（ギリシア語: Γραμμή Αμβρακικού - Παγασητικού）は、1832年から1881年のテッサリア併合までの、ギリシャ王国とオスマン帝国の国境線である。この名称は、国境付近のオスマン帝国領内にあった主要都市アルタとヴォロス、およびその間に広がるアンブラキア湾とパガシティコス湾に由来する。
この国境線は、1829年のロンドン議定書において、オスマン帝国の宗主権下において自治を行うギリシャの北限として列強によって提案された。しかし、1830年のロンドン議定書でギリシャの完全独立が認められた際には、国境線はアスプロポタモス・スペルケイオス線まで南へ縮小された。その後、1832年のロンドン会議で再び拡張され、この決定は1832年のコンスタンティノープル条約によって確認された。